# Cromdale (Schottland)
Cromdale (gälisch: Crombail, ursprünglich Cromdhail) ist ein schottisches Dorf in der Council Area Highland. Bis 1890 gehörte es zu der traditionellen Grafschaft Inverness-shire, zwischen 1890 und 1975 zu der Grafschaft Morayshire. Cromdale liegt an der A95 nahe dem Fluss Spey etwa fünf Kilometer östlich von Grantown-on-Spey und 25 km südöstlich von Aberlour. Das Dorf entwickelte sich zu Beginn des 19. Jahrhunderts an den Hängen der Cromdale Hills. Im Jahre 1690 fand in der Nähe des heutigen Cromdale die entscheidende Schlacht von Cromdale statt.
Zwischen 1863 und 1965 besaß Cromdale einen Bahnhof, der unter anderem von der Great North of Scotland Railway bedient wurde. Cromdale liegt in der bedeutenden Whiskyregion Speyside. Seit 1824 produziert die Balmenach-Brennerei in Cromdale Whisky.

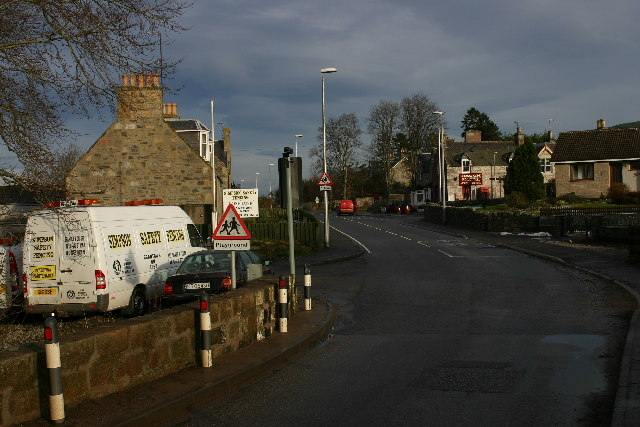
Cromdale
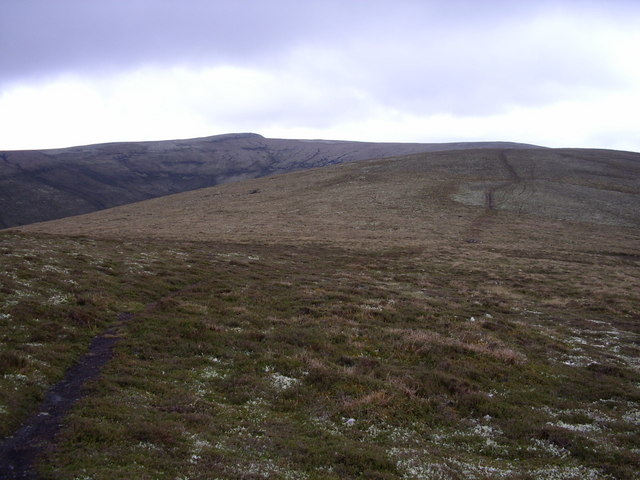
Cromdale Hills
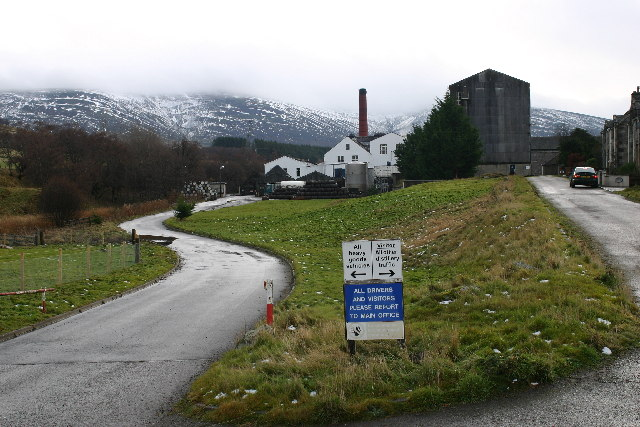
Balmenach-Brennerei